# Jozef Melis
Jozef Melis, né le 28 août 1919 et décédé le 28 février 1994, est un joueur de football international belge qui évoluait au poste d'attaquant.

## Carrière
Jozef Melis intègre l'équipe première du Lyra TSV en 1938, après que le club ait été relégué en Division 1, le deuxième niveau national belge à l'époque. Il y joue comme attaquant durant cinq ans, une période marquée par le déclenchement de la Seconde Guerre mondiale et l'occupation allemande, rendant l'organisation des compétitions difficile, voire impossible. En 1943, il quitte le Lyra pour rejoindre l'ARA La Gantoise, une équipe de Division d'Honneur.
Il y livre de bonnes performances et après la libération, il est appelé pour la première fois en équipe nationale belge pour disputer le jour de Noël 1944 un match amical contre la France mais il reste toute la rencontre sur le banc. C'est toujours du banc qu'il assiste à la seule victoire du Luxembourg sur la Belgique cinq mois plus tard. Il doit attendre le 30 mai 1946 pour porter le maillot des « Diables Rouges » pour la première fois, à l'occasion d'un match amical face aux Pays-Bas. Il dispute toute la rencontre mais ne sera plus jamais appelé par la suite.
En club, Jozef Melis reste à La Gantoise jusqu'en 1949. Âgé de trente ans, il part pour le VG Ostende, une équipe qui évolue dans les séries provinciales de Flandre-Occidentale. Deux ans plus tard, le club accède à la Promotion, le troisième niveau national. Le club termine quatrième, ce qui lui permet de rester à ce niveau la saison suivante après la grande réforme du football national et la création d'un quatrième niveau hiérarchique. Le joueur décide alors de prendre sa retraite sportive et se retire du monde du football.

## Sélections internationales
Jozef Melis a été sélectionné à trois reprises en équipe nationale belge mais n'a joué qu'une seule rencontre internationale.
Le tableau ci-dessous reprend toutes les sélections de Jozef Melis. Les matches qu'il ne joue pas sont indiqués en italique. Le score de la Belgique est toujours indiqué en gras.
| Date       | Compétition  | Adversaire | Lieu       | Score |
| ---------- | ------------ | ---------- | ---------- | ----- |
| 24/12/1944 | Match amical | France     | Paris      | 3-1   |
| 13/05/1945 | Match amical | Luxembourg | Luxembourg | 4-1   |
| 30/05/1946 | Match amical | Pays-Bas   | Anvers     | 2-2   |